# HD 148156
HD 148156 — звезда, которая находится в созвездии Наугольник на расстоянии приблизительно 168 световых лет от нас. Вокруг звезды обращается, как минимум, одна планета.

## Характеристики
HD 148156 представляет собой звезду 7,69 видимой звёздной величины; впервые в астрономической литературе упоминается в каталоге Генри Дрейпера, изданном в начале XX века. Это жёлто-белый карлик, имеющий массу и радиус, равные 1,22 и 1,21 солнечных. Температура поверхности составляет около 6308 кельвинов. Светимость звезды составляет 1,78 солнечной светимости.

## Планетная система
В 2009 году у звезды с помощью высокоточных измерений радиальных скоростей проекта HARPS была обнаружена планета, которая получила обозначение HD 148156 b. Это газовый гигант, имеющий массу, равную 85 % массы Юпитера. Планета обращается по вытянутой эллиптической орбите на среднем расстоянии около 2,45 а. е. от родительской звезды. Год на ней длится 1010 суток.